# Luise Glowinski-Taubert
Luise Glowinski-Taubert (* 9. Juli 1906 in Zehlendorf als Luise Auguste Mathilde Taubert; † 2. Januar 1988 in Husum) war eine deutsche Stillleben- und Porträtmalerin.

## Leben

### Familie
Luise Glowinski-Taubert wurde 1906 als Tochter des Bildhauers Karl Taubert (1863–1922), einem Professor am Königlichen Kunstgewerbemuseum und dessen Ehefrau Charlotte Mathilde geb. Meder in der elterlichen Villa in der Alsenstraße 36 (heute Fischerhüttenstraße 36) in Zehlendorf bei Berlin geboren.
1937 heiratete sie den in Lübeck tätigen Maler und Grafiker Meinhard Glowinski und lebte fortan in Lübeck.

### Ausbildung
Luise Glowinski-Taubert nahm von 1925 bis 1927 während ihrer Malausbildung am Abendunterricht an der Charlottenburger Handwerkerschule teil.
Von 1929 bis 1939 studierte sie an der Münchner Akademie der Bildenden Künste, zuerst in der Zeichenklasse von Olaf Gulbransson und dann von 1930 bis 1937 als Schülerin von Julius Hess.

### Künstlerisches Wirken
1948 stellte Luise Glowinski-Taubert Stillleben, Porträts und Figurenbilder in der Gemeinschaftsausstellung Lübecker Künstler im Munchzimmer des Behnhauses und im Flensburger Museum aus und nahm an frühen Landesschauen des Bundesverbands Bildender Künstlerinnen und Künstler in Schleswig-Holstein teil.
Luise Glowinski-Taubert versuchte, nach dem Vorbild des Kubismus, besonders in ihren Stillleben und Landschaftsbildern, die Flächen analytisch aufzugliedern. Während der Zeit des Nationalsozialismus wurden die Bilder jedoch als zu wenig „naturalistisch“ mit den Figuren von Ernst Barlach verglichen und „als zu klobig und monumental in der Aneinanderführung der Farbflächen“ abgehängt.
Ihre Werke befinden sich im Museum für Kunst- und Kulturgeschichte der Hansestadt Lübeck in Lübeck.

## Auszeichnungen
1937 gewann Luise Glowinski-Taubert den 1. Preis bei einem Akademie-Wettbewerb an der Münchner Akademie.

## Mitgliedschaften
Von 1965 bis 1972 war sie Mitglied im Bundesverband Bildender Künstlerinnen und Künstler.

## Werke (Auswahl)
- Rotes Segel, 1968.
- Stillleben mit Blumenvase und Gipsbüste, Behnhaus